# Escola Judicial
L'Escola Judicial és un organisme públic, de caràcter administratiu, que està integrat en el Consell General del Poder Judicial (CGPJ), del que depèn punt a efectes pressupostaris, com a organitzatius. Des del punt de vista institucional la dependència del CGPJ implica també la seva independència, punt de l'esfera legislativa, com de la governamental. A més, per la seva ubicació dins de l'òrgan de govern dels jutges, tampoc té una vinculació orgànica amb l'estructura jurisdiccional dels tribunals, tot i que la seva raó de ser és estar al servei dels mateixos, i de tota la carrera judicial.

## Història
Des de finals del segle xix va haver-hi diversos projectes governamentals que preveien la creació d'una Escola Judicial com a garantia del bon servei als ciutadans. El Decret de 22 de setembre de 1836 va crear la “Junta qualificadora de magistrats i jutges”, “per preparar l'organització judicial, per quan sigui factible fer-la sobre el principi de la inamovibilitat”. Fernando de los Ríos Urruti, ministre de justícia en les albors de la Segona República Espanyola va incloure la creació de l'Escola Judicial al seu programa de govern.
La creació efectiva de l'Escola Judicial no es va produir fins a la Llei de 26 d'abril de 1944. El seu primer director, en 1947, va ser Plaza Navarro, que la va qualificar com “una prudent reacció contra l'ingrés per oposició”. En l'exposició de motius de la norma que la va crear s'explicita que «l'oposició pot servir per contenir els excessos del favor, però no basta per garantir la formació completa dels futurs titulars per a una funció que exigeix virtuts provades».
En la seva primitiva configuració l'Escola Judicial va ser un organisme del Ministeri de Justícia d'Espanya, que va gestionar 47 promocions de jutges (entre 1947 i 1996), en formació compartida amb els fiscals. L'etapa actual de l'Escola Judicial s'inicia amb la reforma de la Llei Orgànica del Poder Judicial de 1995 per la qual la matèria de formació de jutges, que anteriorment estava residenciada en l'àmbit del Ministeri de Justícia, es transfereix al CGPJ. La formació inicial es realitza per primera vegada a la seu de Barcelona amb la promoció 48a, al febrer de 1997 i les noves promocions estan integrades únicament per jutges, ja que els fiscals segueixen el seu procés de formació a l'antiga seu del Ministeri de Justícia, situada a la Ciutat Universitària de Madrid, sota la denominació de Centre d'Estudis Jurídics (CEJ), on també s'imparteix la formació al secretariat judicial, a l'advocacia de l'estat, i a altres cossos jurídics de caràcter nacional gestionats des de l'àmbit governamental.

## Àmbit d'actuació
L'àmbit d'actuació de l'Escola Judicial és doble. D'una banda té al seu càrrec la selecció i reclutament dels jutges que ingressen en la carrera, punt en el torn d'ingrés per concurs oposició com en el torn de juristes de reconeguda competència, i d'altra banda controla l'accés dels mateixos a les diferents especialitats jurisdiccionals.

## Missió
La missió de l'Escola Judicial és també doble. En primer lloc ha de garantir l'adequat nivell de preparació professional de qui accedeixen als òrgans judicials mitjançant els seus programes de formació inicial, punt en la fase presencial com en les pràctiques en els tribunals. En segon lloc ha d'organitzar i gestionar totes les activitats de formació continuada i reciclatge professional de tots els membres de la carrera judicial.

### Seus i activitats formatives
L'Escola Judicial té dues seus estables, una a Madrid on se centralitzen la major part de les activitats de formació contínua, i una altra a Barcelona on se segueixen els cursos de formació inicial i una bona part de les activitats de formació judicial internacional que es realitza en connexió amb la Xarxa Europea de Formació Judicial (EJTN), i la Xarxa Iberoamericana d'Escoles Judicials (RIAEJ). Per a l'àmbit iberoamericà, és de destacar l'activitat de l'Aula Iberoamericana, en la qual col·labora l'Agència Espanyola de Cooperació Internacional per al Desenvolupament, i diverses institucions i entitats. Ocupen també un lloc important les activitats formatives descentralitzades als territoris dels diversos tribunals superiors de justícia de les comunitats autònomes, i els fòrums especialitzats de medi ambient a Andalusia, immigració a Illes Canàries, economia a València, igualtat a Catalunya, seguretat en el treball a Astúries i convergència europea a Múrcia.

## Directors
- Jesús Corbal Fernández
- Carlos Gómez Martínez
- José Francisco Valls Gombau
- Nuria Basols Muntada (2007-2008)[6]
- Pascual Ortuño Muñoz
- Roser Bach Fabregó (2011-2013)
- Gema Espinosa Conde (des del juliol del 2013)